# توقتا
توقتا (انگلیسی: Toqta; c. 1270 – c. 1312) خان اهل دودمان یوآن از گروه اردوی زرین، پسر منگو تیمور و نبیره باتوخان بود.